# Wolayer See
Der Wolayer See ist ein Bergsee auf der Kärntner Seite des Karnischen Hauptkammes nahe dem Plöckenpass. Er ist Mittelpunkt des Naturschutzgebietes Wolayer See und Umgebung.
Der See liegt in 1951 m Seehöhe und ist 3,8 Hektar groß. Er liegt in einer Doline, die tektonisch vorgebildet ist und während der Eiszeit vom Wolayer-Gletscher überformt wurde. Das Einzugsgebiet umfasst nur rund 60 Hektar. Die Niederschläge im Gebiet liegen bei 2000 bis 2500 mm pro Jahr, weshalb der Wasserspiegel auch ohne oberirdischen Zufluss recht konstant ist. Der Seeboden ist von Schlamm bedeckt, der den See abdichtet. Der Westteil des Sees ist relativ flach abfallend, die Ostseite eher steil. Der tiefste Punkt liegt in 13,9 m Tiefe. Allerdings sind zwei Drittel des Sees weniger als 5 m tief. Das unterirdisch abfließende Wasser des Sees speist zwei Quellen: eine auf österreichischem Gebiet, die zweite auf italienischem südlich der Lambertenghi-Hütte.

## Physikalische und chemische Parameter
Die Temperatur des Oberflächenwassers erreicht maximal 12,5 °C (August 1980). Eine stabile Temperaturschichtung im Sommer wird nicht ausgebildet. Dies liegt in der windexponierten Lage des Sees begründet, der nur 26 m unterhalb des nahen Wolayerpasses liegt, über den starke Winde einfallen. Während sechs bis sieben Monaten pro Jahr ist der See zugefroren, die mehrschichtige Eisdecke kann bis zwei Meter Dicke erreichen. 
Das Wasser des Sees ist leicht alkalisch, die elektrische Leitfähigkeit ist mit unter 100 µS/cm eher gering. Das Säurebindungsvermögen ist mit unter 1,3 mval/l gering, die Kalkhärte ist mit 3 bis 4 °dH ebenfalls gering.
Die Nährstoffkonzentration (Phosphor, Nitrat) ist eher gering. Der Eintrag von organischer Substanz erfolgt überwiegend durch die Luft (Pollen, Pflanzenteile).

## Biologie
Bedingt durch die geringe Nährstoffkonzentration ist auch die Menge an Schwebealgen gering. Sie beträgt unter 250 mg/m³.
Der Wolayer See ist von Natur aus fischfrei wie die meisten Hochgebirgsseen. Allerdings wurden 1976 15 Bachforellen eingesetzt, die den Bestand des Seeflohkrebses (Gammarus lacustris) drastisch dezimierten. Die Forellen wuchsen zunächst gut, verkümmerten jedoch nach ein paar Jahren zu Hungerformen. 1980 wurden 4000 Seesaiblinge (Salvelinus umbla) und Bachsaiblinge (Salvelinus fontenalis) eingesetzt. Auch sie vermehrten sich zunächst gut, verkümmerten aber ebenfalls zu Hungerformen, den sogenannten Schwarzreutern.
Eine Verlandungszone fehlt größtenteils ebenso wie ein Bewuchs mit Wasserpflanzen. An wenigen flachen Stellen kommen Sumpfpflanzen vor, wie das Schmalblatt-Wollgras (Eriophorum angustifolium), die Sumpfdotterblume (Caltha palustris), Quell-Steinbrech (Saxifraga aizoides), Mieren-Weidenröschen (Epilobium alsinifolium) und Binsenarten wie Juncus filiformis und Juncus triglumis.

## Naturschutzgebiet
Der Wolayer See ist Mittelpunkt des 1959 eingerichteten Naturschutzgebietes Wolayersee und Umgebung (LGBl. Nr. 34/1959, 19/1960, wiederverlautbart in LGBl. Nr. 1/2003). Das Schutzgebiet umfasst 1939,4 Hektar am Karnischen Hauptkamm westlich des Plöckenpasses. Geologisch besteht das Gebiet aus silurischen und devonischen Kalken und diese überlagernde oberkarbonische Schiefer. Die Vegetation wird durch Blaugrashalden, Polsterseggenrasen, Schutt- und Felsspaltengesellschaften, durch Goldschwingel-, Bürstlings- und Krummseggenrasen gebildet. An Pflanzenarten sind der Alpen-Mannstreu (Eryngium alpestre), die Süßdolde (Myrrhis odorata) und der Österreichische Rippensame (Pleurospermum austriacum) zu nennen.

## Belege
- Helmut Hartl, Hans Sampl, Ralf Unkart: Kleinode Kärntens. Nationalparks, Naturschutzgebiete, Landschaftsschutzgebiete, Naturdenkmale. Kärntner Druck- und Verlagsgesellschaft, Klagenfurt 1993, ISBN 3-85391-092-0, S. 34.
- Der Wolayer See und andere Hochgebirgsseen, in: W. Honsig-Erlenburg, W. Petutschnig: Die Gewässer des Gailtales. Naturwiss. Verein Kärntens, Klagenfurt 2002, S. 107–118, ISBN 3-85328-021-8.